# Жюэн, Альфонс
Альфо́нс Пьер Жюэ́н (фр. Alphonse Juin; 16 декабря 1888, Бон, Алжир — 27 января 1967, Париж, Франция) — Маршал Франции, участник Первой и Второй мировых войн.

## Биография

### Ранние годы
Альфонс Жюэн родился в семье жандарма. Окончил среднюю школу в Алжире. В 1911 году с отличием окончил Сен-Сир. Следующие несколько лет служил в Марокко.

### Первая мировая война. Рифская война
С началом войны был направлен в Европу, где сражался в составе марокканских частей. Получил ранение. По возвращении в Африку, после нескольких месяцев лечения (у него отнялась правая рука), Жюэн поступил в штаб Рабата; зимой 1916 года стал начальником пулеметной команды 1-го полка марокканских стрелков.
После войны на протяжении года преподавал в Высшей военной школе в Париже. Вернувшись в Марокко, участвовал в Рифской войне. За боевые заслуги был представлен к званию майора.
В 1930-х Жюэн быстро продвигался по службе: уже к концу 1938 года он стал генералом Африканской армии.

### Вторая мировая война
В мае 1940 года командовал 15-й мотопехотной дивизией, прикрывавшей отступление франко-британских войск во время Дюнкеркской операции. Попал вместе со своей дивизией в окружение около Лилля, был взят в плен, содержался в крепости Кёнигштайн.
В июне 1941 он был освобождён по просьбе вишистского правительства и был назначен главнокомандующим французскими войсками в Северной Африке.
После высадки американских и британских войск в Алжире в ноябре 1942 года присоединился к движению «Сражающаяся Франция», и стал командующим французскими войсками в Тунисе, а с октября 1943 года командовал французским корпусом в Италии.

### Послевоенный период
В 1947–51 годах был генеральным резидентом Франции в Марокко, в 1951–56 годах был генерал-инспектором сухопутных войск Франции, в 1953–56 годах был главнокомандующим силами НАТО в Центральной Европе.
Выступил против стремления президента Ш. де Голля предоставить независимость Алжиру и в 1962 году был отправлен в отставку.

## Критика
По мнению ряда исследователей, Альфонс Жюэн, как и его командование (Ш. де Голль и др.), несёт ответственность за военные преступления против гражданского населения, совершенные солдатами союзников во время Итальянской кампании в 1944 году. Как отмечают различные источники, жертвами грабежей, убийств и изнасилований стали тысячи итальянцев; с особой жестокостью, по рассказам очевидцев событий, действовали колониальные войска, значительную часть которых составляли выходцы из Африки.
Некоторые критики отмечают «двойственность» позиции Жюэна после начала беспорядков в Лацио. Французскому военачальнику приписывают следующие слова: 

 «следовало вести себя с достоинством, несмотря на наши чувства к народу, позорно предавшему Францию».
Оригинальный текст (фр.)« qu’il fallait maintenir une attitude digne, malgré nos sentiments à l’égard d’une nation qui a odieusement trahi la France ».
— Tommaso Baris, Французский экспедиционный корпус в Италии: насилие «освободителей» летом 1944 (пер. с фр.)
События тех дней запечатлел Витторио де Сика в своём фильме «Чочара».

## Награды

### Французские
- Орден Почётного легиона — Большой крест (8.05.1945, предыдущие степени 10.12.1914, 28.12.1924, 1.10.1940, 25.06.1944);
- Воинская медаль (Франция);
- Военный крест 1914—1918 — 1 пальмовая ветвь, 2 серебряные звезды, 1 бронзовая звезда;
- Военный крест 1939—1945 — 5 пальмовых ветвей;
- Военный крест иностранных театров военных действий;
- Союзническая медаль («Медаль Победы»);
- Медаль «В память о войне 1914—1918»;
- Колониальная медаль — планки "Марокко" и "Тунис".

### Иностранные
- Орден Бани — Рыцарь Большого креста (Великобритания)
- Орден Леопольда I — Большой крест (Бельгия)
- Военный крест 1940-1945 годов — 1 пальмовая ветвь (Бельгия)
- Орден «Легион почёта» — шеф-командор (США)
- Медаль «За выдающуюся службу» (США)
- Мальтийский орден	— Большой крест (Мальта)
- Орден Военных заслуг — ? степени (Марокко)
- Орден «Крест Грюнвальда» — 1-й степени (Польша).